# Agostino Ciasca
 Agostino Ciasca (ur. 7 maja 1835, zm. 6 lutego 1902),włoski duchowny rzymskokatolicki, tytularny arcybiskup Larisy (1891-1899). Archiwista Tajnych Archiwów Watykańskich (1891-1892). Prosekretarz (1892-1893) i sekretarz (1893-1902) Świętej Kongergacji Rozkrzewiania Wiary. Kreowany kardynałem  na konsystorzu w 1899.